# Český masiv
Český masiv je pozůstatek kolizního orogenu zformovaného variským vrásněním, který přesahuje území České republiky. Jedná se o jednu ze dvou základních geologických jednotek na území Česka (tou druhou jsou Západní Karpaty). Horninové celky Českého masivu se dělí do následujících oblastí:
- moldanubická (moldanubikum)
- středočeská (tepelsko-barrandienská, bohemikum)
- sasko-durynská (saxothuringikum)
- západosudetská (lužická, lugikum)
- moravskoslezská (moravosilezikum)

Co se týče horninového složení, převládají neovulkanické, metamorfované, sedimentární a variské vyvřelé horniny. O možnosti impaktního původu Českého masivu pojednává pracovní hypotéza Českého kráteru.

## Popis

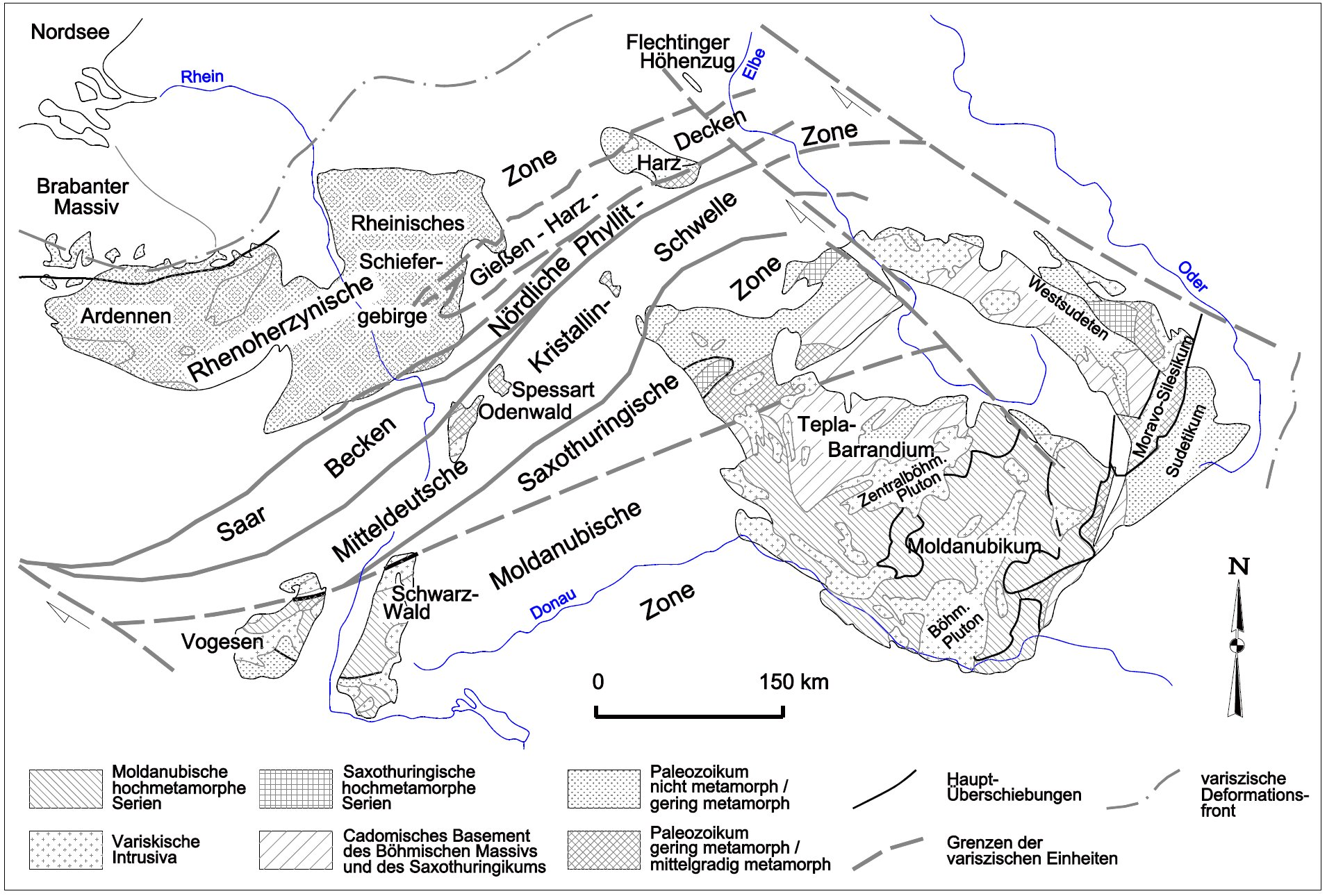
Geologická mapa Hercynských pohoří Střední Evropy. Ardeny, Rýnské břidličné pohoří a Český masiv

Český masiv je hrásťová struktura vystupující zpod mladších geologických útvarů zejména v Česku, Německu, Polsku a Rakousku. Je jednou z největších trosek hercynského (variského) orogénu. Tvoří ho zejména předmezozoické přeměněné a vyvřelé horniny a jejich sedimentární obal. Český masiv je oblast kosočtvercového tvaru s poměrně výrazným, na severozápad pronikajícím výběžkem Durynského lesa.
Masiv se na jihu, jihovýchodě a východě noří pod alpskou frontu, tedy pod okraj Alp a Karpat, mezi nimiž je v oblasti od Vídně po Uherské Hradiště vyvinuta Vídeňská pánev.
Hranice vůči Alpské prohlubni je reprezentována přibližně linií Řezno-Pasov-Linec-Znojmo, kterou představuje dunajské zlomové pásmo. Vněkarpatské sníženiny nasedají na Český masiv na linii Znojmo-Přerov-Karviná.
V podloží mezozoických a terciérních útvarů sahá Český masiv až po bradlové pásmo, kde je jeho zakončením peripieninský lineament. Západní povrchové hranice Českého masivu tvoří francká linie, hlavně její centrální saský hlubinný zlom, geograficky ho tvoří výběžek mezi městy Zwickau a Vratislav. Na severu ho odděluje od platformních oblasti oderský lineament.
V rámci hercynského orogenu je Český masiv jeho východní větví. Jihozápadně od něj vystupují hercynsky deformované horniny v pohoří Jura, severovýchodně se nachází Malopolská vysočina.

## Členění
Český masiv je klasickou a poměrně dlouhodobě a intenzivně zkoumanou geologickou oblastí. Pro dnešní pojetí a názvosloví oblastí Českého masivu měly velký význam práce Eduarda Suesse a Hanse Stilleho.
Tektonicky a stratigraficky lze v oblasti Českého masivu vyčlenit několik (vertikálních) strukturních úrovní, které reprezentují několik stadií jeho vývoje. Z hlediska období jejich vzniku jsou to postupně: hercynské krystalinikum, zvrásněné paleozoikum, limnický permokarbon a platformní pokrývka. Nejvýznamnější je členění platformního krystalinika, které se dělí na 6 regionálněgeologických oblastí. Někteří autoři vymezují pouze 4 oblasti.

### Platformní krystalinikum

#### Moldanubická oblast
Nejvíce metamorfovanou oblastí Českého masivu, reprezentovanou metamorfní katazónou je moldanubikum či moldanubická oblast. Na povrchu je nejrozsáhlejší, nachází se v jižní části a pro Český masiv je zvlášť typické. Horniny dosáhly přeměny do amfibolitové, granulitové až eklogitové facie. Nejtypičtějšími horninami jsou pararuly, zejména sillimanit-biotitické. Nevyskytují se zde žádné fylity, ani starší sedimentární horniny a fosilie. Naopak poměrně běžné jsou granitoidní plutony (moldanubický a středočeský pluton). Velmi velkého rozsahu zde dosáhla areálová migmatitizace. Podle současných názorů tvoří asi 40 % oblasti paleozoické horniny, zbytek je starší, pravděpodobně proterozoický. Moldanubikum se od ostatních oblastí odlišuje geofyzikálními parametry kůry, rozsáhlejší přeměnou hornin jakož i hlubšími denudačními erozními zářezy. Tektonicky se moldanubikum na styku noří pod horniny středočeské a kutnohorsko-svratecké oblasti. Naopak je nasunuto na okraj moravsko-slezské oblasti. Litostratigraficky se dělí na spodní „monotónní“ (s převahou sillimaniticko-biotitických pararul) a svrchní „pestrou“ skupinu (v níž vystupují i granitoidy, granulity, amfibolity, skarn či mramory). Monotónní skupina tektonicky reprezentuje ostrongskou, zatímco pestrá přibližně drosendorfskou a svrchní gfölskou jednotku.

#### Kutnohorsko-svratecká oblast

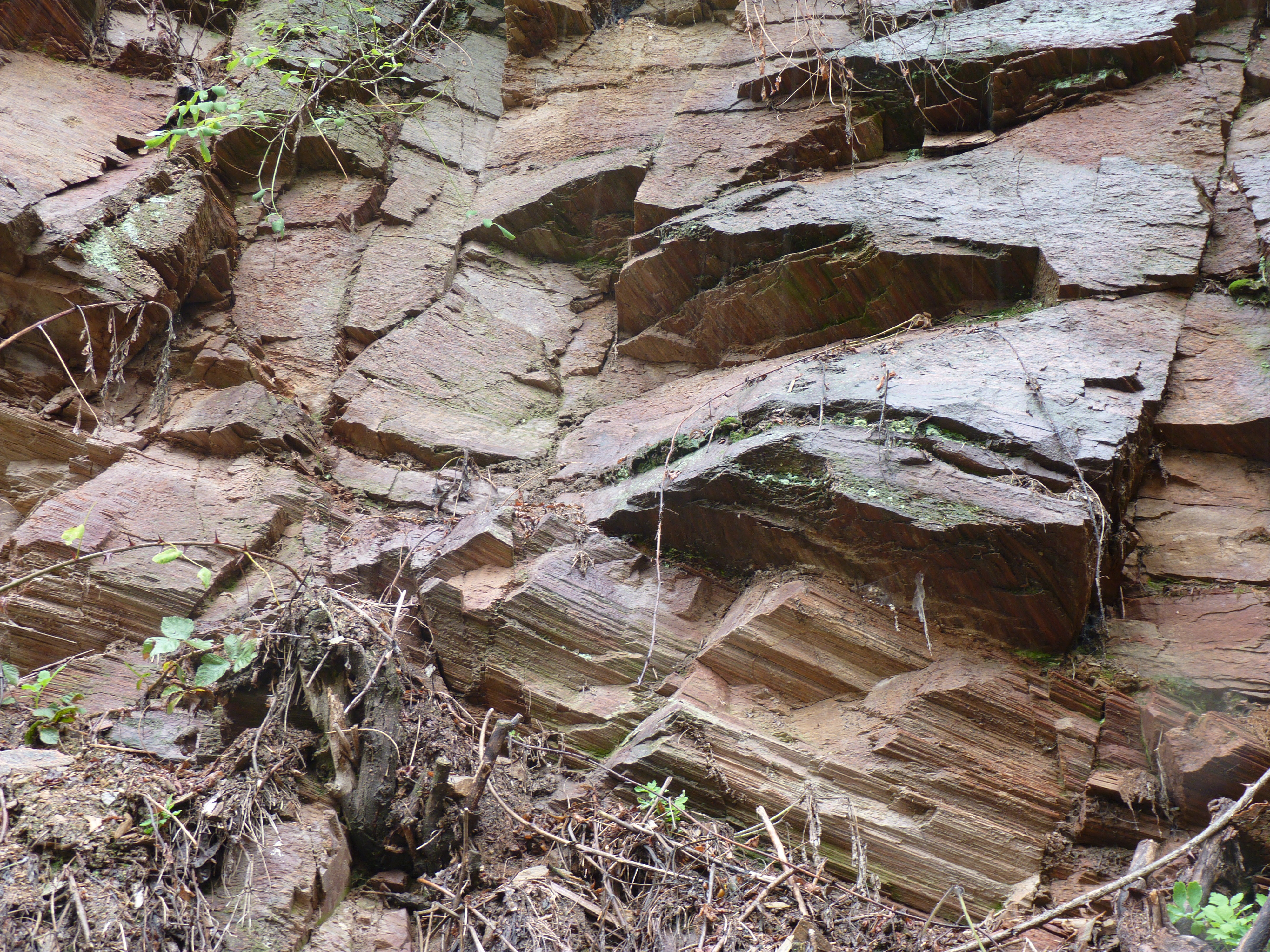
Stebelnatá doubravčanská ortorula kutnohorského a čáslavského krystalinika

Severně od moldanubika se nachází menší, ale horninovým složením poměrně podobná kutnohorsko-svratecká oblast. Její podobnost s moldanubikem je podle některých autorů tak velká, že ji včleňují do moldanubika. Rozdílem je však nepřítomnost granitoidních hornin. Dominantní horninou jsou dvojslídné pararuly, které odděluje od moldanubika muskovitická izográda. Ani Kutnohorsko-svratecká oblast neobsahuje žádné zkameněliny. Z jihu na sever se dělí na základě litostratigrafických kritérií na šternbersko-čáslavskou, kutnohorskou a malínskou skupinu.

#### Středočeská oblast

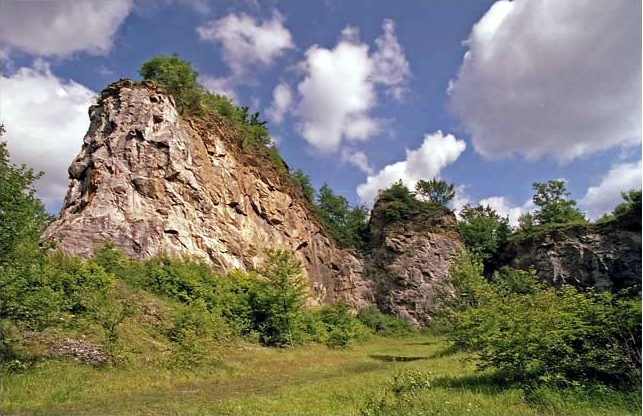
Lom na Kobyle, jedna z lokalit barrandienu

Mezi moldanubikem, kutnohorsko-svrateckou a lužickou oblastí se nachází středočeská oblast (bohemikum). Někdy je označována i jako tepelsko-barrandienská oblast (někteří autoři uvádí „barrandiensko-tepelská“). Vystupuje jako pás zvrásněného proterozoika s nemetamorfovaným starším paleozoikem (kambrium až devon) v typické synklinální struktuře označované jako Barrandien. Směrem na západ a severozápad prochází postupně vzrůstá míra metamorfózy a oblast přechází do krušnohorské oblasti, domažlického krystalinika a metamorfních ostrovů.
Proterozoický stupeň se dělí na kralupsko-zbraslavskou a štěchovickou skupinu. Barrandienské paleozoikum leží na proterozoickém stupni diskordantně. Nachází se mezi Příbramí a Prahou. Tvoří ho skryjsko-týřovická a příbramsko-jinecká pánev. V oblasti se nacházejí nejstarší makrofosilie Českého masivu, představované nálezy merostomátních členovců druhu kodymirus vagans. Středočeská oblast je částečně zakryta Českou křídovou pánví. Pro oblast je také typické dobré zachování kadomské stavby.
Vyskytuje se zde vápenec a slepenec.

#### Krušnohorská oblast
Severní a severozápadní část Českého masivu tvoří krušnohorská oblast nebo saxothuringikum. Její převážná část se nachází v Německu. Od lužické oblasti ji odděluje středosaský násun. Styk se středočeskou oblastí komplikuje oblast litoměřického a krušnohorského zlomu označovaná jako oherský (ohárecký) rift. Lze zde sledovat dvě úrovně: předpaleozoické krystalinikum typické velkými tělesy rul, svorů ale i hornin vysokého stupně metamorfózy. Paleozoický stupeň představují hlavně horniny s rozsahem od kambria po hranici silur/devon, typické zejména v Německu. Během hercynské orogeneze do oblasti intrudovaly granitoidní plutony: karlovarsko-nejdecký a eibenstocký pluton. Při studiu granitoidních hornin této oblasti bylo pojmenováno charakteristické dvojčatění krystalů živců, známé jako Karlovarská dvojčata. Oblast je také významnou střižnou zónou označovanou jako labský lineament. Navíc přítomnost oherského riftu se zvýšeným teplotním tokem, podmínila v třetihorách v této oblasti intenzivní vulkanickou činnost, například v Doupovských horách. Přítomny jsou i alkalické vulkanity a karbonatity. V oblasti se nacházejí i nejmladší české sopky Komorní a Železná hůrka.

#### Lužická oblast
Přibližně ve středu nad Českou křídovou pánví je formálně určena hranice mezi lužickou a středočeskou oblastí. Lužická oblast je synonymně označována jako lugikum či západosudetská oblast. Je nasunuta na okolní jednotky, v oblasti moravskoslezského zlomového pásma na Krušnohorskou oblast, v oblasti lužického nasunutí je její krystalinikum nasunuto na Českou křídovou pánev. Jako celek je také nasunuto na moravsko-slezskou oblast. Na severu se lužická oblast noří pod platformní pokrývku. Dělí se na východosudetskou a západosudetskou část, jejich hranicí je vnitrosudetská pánev. Západosudetskou část tvoří lužický pluton, krkonošsko-jizerské krystalinikum s proterozoickou (krkonošské ortoruly a svory) a paleozoickou úrovní (železnobrodské krystalinikum, vulkanický komplex, ještědské krystalinikum a krkonošsko-jizerský pluton). Jádro východosudetské části tvoří orlicko-sněžnické krystalinikum. Jeho okolí tvoří proterozoické novoměstské krystalinikum a mladší, převážně paleozoické zábřežské a staroměstské krystalinikum. V lužické oblasti je nejvýznamnější hercynská orogeneze. Paleozoické horniny mají podobný vývoj jako v krušnohorské oblasti. Litologie jednotlivých dílčích jednotek lužické oblasti je velmi proměnlivá.

#### Moravsko-slezská oblast
Moravsko-slezská oblast (moravosilesikum) se od ostatních jednotek Českého masivu vyznačuje několika odlišnostmi. Ze západu se na ni nasunuly moldanubikum a lugikum. Z východu jsou na moravsko-slezskou oblast nasunuty Západní Karpaty. Nejstarší částí moravsko-slezské oblasti je brunovistulikum, lze jej považovat za kadomský terán, který je hercynsky přepracován pouze ze západní strany, z východní strany je přeměněn i alpinským vrásněním. Brunovistulikum tvoří západní část podloží Západních Karpat. Ve své severní části je toto podloží méně denudováno, vystupují zde ruly, naopak na jihu, kde se eroze zakousla hlouběji, převažují granitoidy. Takové horniny tvoří podloží vněkarpatské sníženiny, flyšového pásma až do kůrového rozhraní, které je v oblasti bradlového pásma. Brunovistulikum se člení na brněnský masiv, olomoucký masiv a moravikum. Brněnský masiv se skládá z východní a západní granitoidní oblasti a mezi nimi se nacházející metabazitové zóny. Moravikum je struktura, která vznikla při podsouvání brunovistulika pod Moldanubikum, tvoří ho nakupené tektonické „šupiny“ a klenbové útvary. Svratecká klenba západně od Brna má ve svém centru relikt brunovistulika, tzv. tišnovské brunidy (parautochtonní brunovistulikum). Míra metamorfózy směrem k okrajům klenby klesá. Podobnou stavbu má i dyjská klenba. Silesikum je okrajovou částí moravskoslezské oblasti na styku s lužickou oblastí. Paleozoikum moravsko-slezské oblasti tvoří zejména devonské vápenceMoravského krasu. Karbonské sedimenty přechází postupně z neproduktivní kulmské facie do produktivního ostravsko-karvinského souvrství s černým uhlím.

### Limnický permokarbon
Limnický permokarbon Českého masivu leží diskordantně na jeho různých částech. Měl posttektonický molasový, většinou klastický charakter. Vzniklo několik pánví, hlavně krkonošská pánev a později tzv. brázd, které byly projevem gravitačního kolapsu hercynského horstva. Brázdy jsou vyplněny zejména horninami z období stephan C (nejvrchnější karbon) a perm. Permské sedimenty tvoří kontinentální uloženiny, arkózy, slepence ale i vulkanity – tufy, vápnité limnosilicity a např. v Boskovické brázdě i černé uhlí. Mezi permskými horninami se nacházejí i melafyry – bazaltické andezity s acháty. Při okrajích podkrkonošské a vnitrosudetské pánve na perm nasedá i trias.

### Platformní pokrývka
Platformní pokrývku Českého masivu tvoří sedimenty triasu (místy i svrchního permu) až kvartéru. Jsou obvykle maximálně 2 km mocné. Výjimkou jsou pouze sedimenty v karpatské předhlubni, jejichž vrstvy mají mocnost větší. Pro platformy pokrývky jsou typické nezvrásněné, subhorizontálně uložené vrstvy, pouze místy postižené zlomovou, tzv. saxonskou tektonikou, která způsobila násuny krystalinika. V platformním vývoji není známa Regionální metamorfóza, zaznamenána byla pouze kontaktní metamorfóza kolem vyhořelých uhelných slojí a vulkanitů. Český masiv byl v období vývoje platformní pokrývky zaplaven mořem pouze lokálně. Souš byla vystavena intenzivní erozi, kaolinizaci, lateritizaci a jiným procesům.

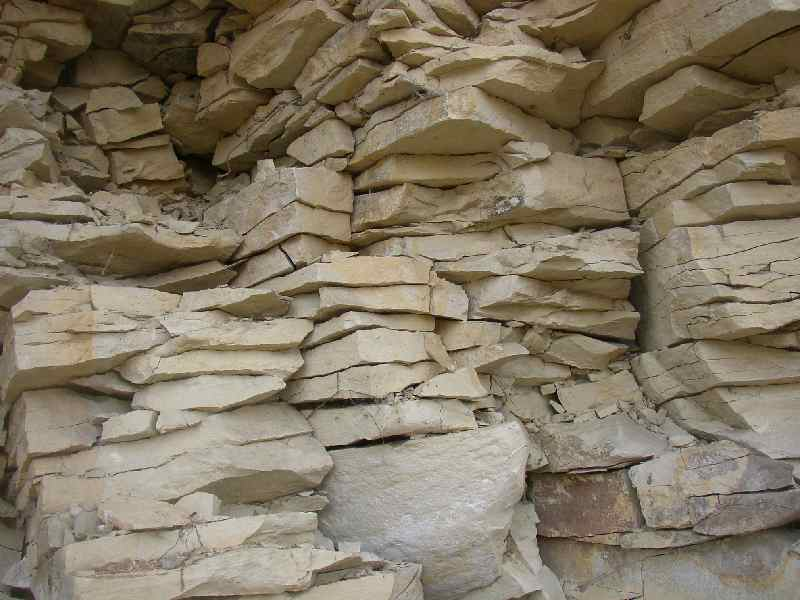
Opuka v lomu u Přední Kopaniny

Trias tvoří v platformní pokrývce pouze tři tenké pruhy v oblasti podkrkonošské a vnitrosudetské pánve. Jde o kontinentální kaolinické pískovce. Jura je známa z denudačních reliktů v oblasti Brna a Moravského krasu. Známé jsou z lokalit jako Bílá hora, Stránská skála či Švédské valy. V Moravském krasu vystupuje jura u obce Olomučany. Jde o horniny průlivu spojujícího boreální platformy oblasti západní Evropy s alpskou tethydou. Horniny, hlavně střední a svrchní křídy (od cenomanu), jsou význačné zejména v České křídové pánvi. Pro tyto sedimenty jsou příznačné písčité spongilit, tzv. opuky.
Horniny terciéru se usazovaly v kontinentálních pánvích Podkrušnohoří (chebská, sokolovská, mostecká, žitavská) a jižních Čech – třeboňská, českobudějovická. V oblasti jižních Čech muselo docházet k propojení s karpatskou předhlubní. Usazovaly se zejména kvarcity, tzv. dinasové křemence.
V průběhu terciéru došlo v západní části Českého masivu k pokračování vývoje oherského riftu. Vznik pánve doprovázel vulkanismus trvající do kvartéru (např. Komorní hůrka, Železná hůrka).
V kvartéru byla část Českého masivu postižena zaledněním. Jeho větší část však tvořila pouze předpolí kontinentálního ledovce. Nacházejí se zde až do 200 metrů mocné netříděné sedimenty (till a tillit). V oblasti Ostravy vznikly i glacilimnické sedimenty, poté, co ledovec přehradil Odru, což mělo za následek vznik četných jezer. Ledovec přinesl do oblasti četné žulové bludné balvany, ale i drobné pazourky z oblasti Baltského moře a Skandinávie. V extraglaciálních (nezaledněných) oblastech se ve vysočinách vyskytoval permafrost, zem zamrzala až do hloubky 110 až 180 metrů. Došlo k intenzivnímu mrazovému zvětrávání. V nížinách došlo ke vzniku eolických sedimentů, v období glaciálů to byly spraše a váté písky, v interglaciálech vznikaly půdy, a na vznikajících říčních terasách se usazovaly štěrkopísky. V holocénu se u řek uložily větší tloušťky povodňových hlín, které v některých oblastech dosahovaly mocnost až dva metry.

## Vulkanismus
Nejmladší vulkanická činnost (neoidní vulkanismus) v Českém masivu lze pozorovat od svrchní křídy po kvartér. Tento vulkanismus byl odrazem alpinské orogeneze. Zpočátku v předriftové fázi šlo o vysoce alkalické vulkanity, olivinické melility až nefelinity. Podstatně intenzivnější vulkanismus probíhal od oligocénu až do miocénu. Jde o olivinické bazalty, bazanity, trachyty až fonolity. V poslední fázi pliocenního až kvartérního vulkanismu dominovaly bazické pikrobazalty, bazanity, olivinické nefelinity až melility. Nejmladšími sopkami jsou Komorní (nad 450 000 let) a Železná hůrka (170 až 400 000 let) u Chebu.

## Zemětřesení
Přestože je Český masiv již hercynsky konsolidovaný blok, i na jeho území jsou zaznamenána zemětřesení. Nejvýznamnější seismicky aktivní zóna se nachází na křížení tachovského příkopu a oherského riftu. Místní zemětřesení však nedosahují silných magnitud a jsou poměrně slabá (do stupně 5). Pro oblast jsou významná i zemětřesení pronikající z oblasti Alp a Západních Karpat.